# Marcia nuziale
Marcia nuziale és una pel·lícula d'episodis de 1966 de Marco Ferreri.

## Argument
La pel·lícula està formada per quatre episodis (Prime nozze, Il dovere coniugale, L'igiene coniugale, La famiglia felice) que tenen com a temàtica la crisi de la institució matrimonial. en la societat contemporània.

### Prime nozze
Dues parelles de l'alta burgesia "organitzen" el casament entre Camilla i Luter, els seus respectius gossos de raça molt pura i de descendència noble. Després d'un llarg compromís, durant el qual el gos intacte es veu obligat a portar calces, el casament se celebra realment a la notaria i es consuma a l'oficina veterinària, que ha instal·lat una luxosa cambra nupcial.

### Il dovere coniugale
Després de posar el seu fill al llit, un pare de família intenta en va tenir una relació amb la seva dona massa romàntica i una mica frígida: aquesta dubta fins que aconsegueix adormir-lo.

### L'igiene coniugale
L'episodi està ambientat a Nova York. Frank participa amb la seva dona en una mena de teràpia de grup amb altres parelles casades, inclòs un sacerdot que reitera repetidament la necessitat d'una vida sexual imaginativa per "salvar el matrimoni". Avergonyit al principi, Frank acaba cometent adulteri amb la patrona de la casa.

### La famiglia felice
A l'inici de l'episodi apareix l'escrit En el tercer mil·lenni serem feliços!.
La institució del matrimoni es va salvar gràcies a la invenció de ninots antropomòrfics que substitueixen a dones, marits, fills i amants. El protagonista viu feliç a una illa amb la seva dona, un Model B del 1986, fins que l'arribada d'un home més jove, casat amb un Model Z del 1999, més exquisidament fet, li provoca una crisi. Després d'haver suplicat en va al jove que li presti la seva dona, el protagonista es retira desanimat a una cova, on explica la seva decepció a la seva dona, que es posa a plorar.

## Repartiment
Prime nozze
- Ugo Tognazzi : Nicola Garaviglio
- Catherine Faillot : Laura
- Tom Felleghy : Lamberto Ferlazzo
- Gaia Germani : Gigliola Ferlazzo
- Gianni Bonagura : El veterinari Coribaldo
- Luigi Scavran : El notari

Il dovere coniugale
- Ugo Tognazzi : Michele
- Shirley Anne Field : Angela
- Tecla Scarano : La bella mare

L'igiene coniugale
- Ugo Tognazzi : Frank
- Alexandra Stewart : Nancy
- Anna María Aveta : Sally

La famiglia felice
- Ugo Tognazzi : Igor Savoia
- Catherine Sinet : Mia
- Rina Mascetti : La mamà a la platja

## Producció
L'episodi Igiene coniugale fou rodat a Nova York; l'episodi La famiglia felice a l'illa de Giannutri.

## Censura
La pel·lícula va tenir moltes dificultats per obtenir concessions de la censura, que en un primer moment va negar completament la seva distribució per un "delicte contra la moral […] no conforme a la moral mitjana i al sentit comú de la decència del nostre poble". Amb nombrosos talls (passem dels 2477 metres de pel·lícula als 2230 metres) i tantes distorsions de diàleg, sumats a la prohibició dels menors de 18 anys, la pel·lícula va quedar autoritzada per a la seva distribució.
El 1981 Rai va adquirir els drets d'emissió televisiva de la pel·lícula, però per tal de rebaixar la limitació als menors de 14 anys (limitació màxima per poder emetre pel·lícules a la televisió en aquell moment) va eliminar encara més 71 metres de pel·lícula. Tanmateix, avui dia 'avui la pel·lícula s'emet per les xarxes Rai en la versió original presentada a la censura pel director, amb la presència de tots els diàlegs sense canvis, i amb totes les escenes eliminades en l'edició cinematogràfica anterior i en la posterior edició televisiva.